# Margarita Riofrío Bustos
Gabriela Margarita María Riofrío Bustos (Valparaíso, 10 de junio de 1922 - 26 de abril de 2024), también conocida como Margarita Riofrío de Merino, fue una mujer centenaria chilena. Señora del  comandante en jefe de la Armada José Toribio Merino. 

## Biografía
Perteneció al grupo de cónyuges de los integrantes de la Junta Militar que gobernó Chile entre 1973 y 1990 al ser la esposa del Comandante en jefe de la Armada de Chile y también Presidente de la Junta de Gobierno de Chile, el almirante José Toribio Merino. En 1974 ayudó a fundar la Corporación de Ayuda al Niño Limitado (COANIL), fundación que ayuda a niños y adolescentes con discapacidad intelectual.
Fue reconocida por la anécdota de la negativa que le otorgó al grupo de rock británico Queen de tocar en Chile en 1985 al considerar que “propiciaba la homosexualidad entre los jóvenes chilenos.”
El 10 de junio de 2022 se convirtió en una persona centenaria.
Falleció el 26 de abril de 2024, a los 101 años de edad.